# Apotropaic
L'adjectiu apotropaic (del grec apotropein, 'desviar') s'aplica als talismans, fetitxes, escultures, figures, oracions, paraules o frases que, pretesament, desvien o desvirtuen les influències malèfiques d'eixarms, encanteris, maleficis, sortilegis, esperits malèvols o qualsevol altra causa. Alguns exemples famosos d'objectes, frases o gestos apotropaics serien:
- El cap de Medusa, que sovint es dibuixava en els escuts dels hoplites grecs clàssics.
- La “mà de Fàtima” o hamsa de l'Àfrica del Nord.
- El "nazar" també dit ull turc o ull grec, contra el mal d'ull.
- La ferradura de cavall.
- El “detente bala” dels soldats carlins.
- Els fal·lus contra la impotència.
- Les medalles de sant Cristòfor de Lícia als cotxes, per a evitar accidents.
- Dir “Jesús” quan algú esternuda, per a evitar complicacions de salut.
- Tocar ferro davant l'esment de qualsevol mal averany.
- Trencar una ampolla de cava en botar un vaixell per a foragitar la possibilitat de naufragi.